# Max Kurzweil
Pour les articles homonymes, voir Kurzweil.
Max Kurzweil (né le 12 octobre 1867 à Bzenec, Moravie - mort le 9 mai 1916 à Vienne) est un peintre autrichien de la période Sezessionstil.

## Biographie

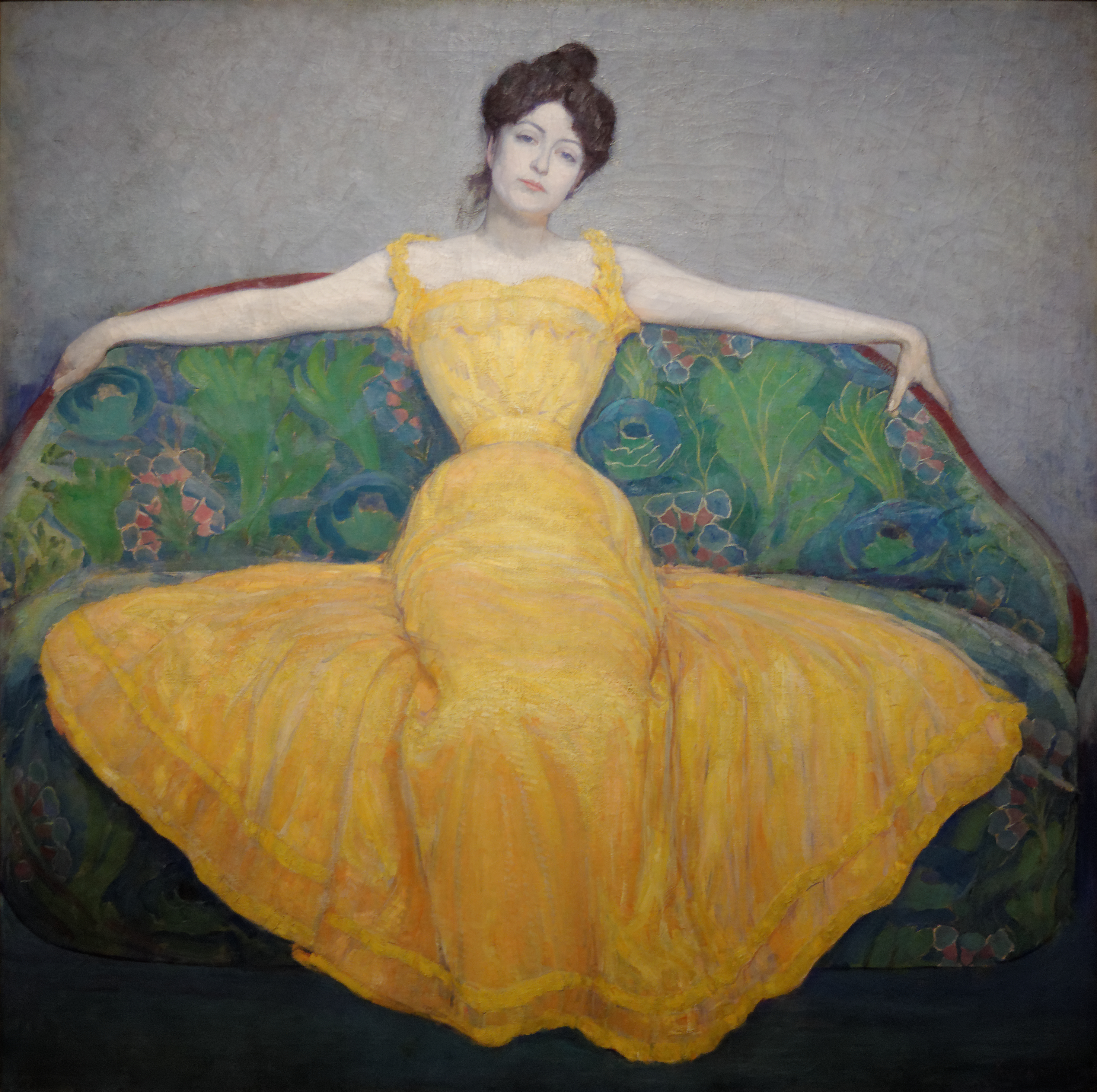
Dame en jaune (1899)

Maximillian (Max) Kurzweil a étudié à l'Académie des beaux-arts de Vienne avec Christian Griepenkerl et Leopold Carl Müller et, à partir de  1892, à l'Académie Julian de Paris où il expose ses premières toiles au salon de 1894.
Max Kurzweil est le cofondateur de la Sécession viennoise en 1897. Il co-édite et illustre la revue mensuelle Ver sacrum dès janvier 1898.
Kurzweil a été professeur à la Frauenkunstschule et en 1905 il est lauréat de la Villa Romana. Son travail montre alors l'influence de Edvard Munch et Ferdinand Hodler.
À la suite de problèmes familiaux, renforcés par son caractère mélancolique, il se suicide en 1916 en même temps que son élève et maîtresse, Helene Heger. Il est enterré au cimetière d'Hütteldorf.
Malgré sa carrière plutôt courte, Max Kurzweil reste un des représentants les plus significatifs de la Sécession viennoise après Gustav Klimt et Egon Schiele.

## Œuvres
- Portrait de Mira Bauer, 1907, Vienne, Palais du Belvédère, Galerie autrichienne.